# Нгуен Ван Тхуан, Франсуа Ксавье
Франсуа Ксавье Нгуен Ван Тхуан (вьет. Phanxicô Xaviê Nguyễn Văn Thuận; 17 апреля 1928, Хюэ, Французский Индокитай — 16 сентября 2002, Рим, Италия) — вьетнамский куриальный кардинал. Епископ Нячанга с 13 апреля 1967 по 24 апреля 1975. Титулярный архиепископ Вадеси с 24 апреля 1975 по 21 февраля 2001. Коадъютор Хошимина (Сайгона) с 24 апреля 1975 по 24 ноября 1994. Вице-председатель Папского Совета справедливости и мира с 24 ноября 1994 по 24 июня 1998. Председатель Папского Совета справедливости и мира с 24 июня 1998 по 16 сентября 2002. Кардинал-священник с титулом церкви Санта-Мария-делла-Скала с 21 февраля 2001.
После окончания Вьетнамской войны и объединения Вьетнама кардинал Нгуен Ван Тхуан был арестован коммунистическими властями и находился в заключении с 1975 по 1988 год, 9 лет из которых он провёл в одиночной камере, так что архиепископом Сайгона в этот период он был лишь де-юре. Скончался в 2002 году. В 2007 году Ватикан начал процесс подготовки его беатификации.